# Maurice Couture
Maurice Couture RSV (ur. 3 listopada 1926 w Saint-Pierre-de-Broughton, zm. 19 stycznia 2018 w Quebecu) – kanadyjski duchowny katolicki, biskup pomocniczy Quebecu w latach 1982–1988, biskup diecezjalny Baie-Comeau w okresie 1988–1990 oraz arcybiskup Québecu od 1990 do 2002.

## Życiorys
Święcenia kapłańskie otrzymał 17 czerwca 1951.
17 lipca 1982 papież Jan Paweł II mianował go biskupem pomocniczym Quebecu, ze stolicą tytularną Talaptula. 22 października tego samego roku z rąk arcybiskupa Louisa Vachona przyjął sakrę biskupią. 1 grudnia 1988 mianowany biskupem diecezjalnym diecezji Baie-Comeau. 17 marca 1990 podniesiony do godności arcybiskupa i objął archidiecezję Québecu. 15 listopada 2002, ze względu na wiek, złożył rezygnację z zajmowanej funkcji na ręce papieża Jana Pawła II.
Zmarł 19 stycznia 2018.